# Peace Cup
Der Peace Cup war ein internationaler Fußballwettbewerb, der von der Sunmoon Peace Football Foundation ausgetragen wurde, welche sehr eng mit der Vereinigungskirche des Koreaners Sun Myung Moon verbunden ist.
Vereine verschiedener Kontinente traten gegeneinander an und sollten somit den Weltfrieden unterstützen. Seit seiner Gründung 2003 wurde das Turnier alle zwei Jahre in Südkorea ausgetragen. Im Jahre 2009 wurde der Peace Cup allerdings in Spanien ausgetragen. Die bisherigen Gewinner waren allesamt Topteams aus Europa. Der niederländische Club PSV Eindhoven, die Engländer von Tottenham Hotspur und Aston Villa, der französische Serienmeister Olympique Lyon  sowie der deutsche Traditionsclub Hamburger SV durften sich bisher mit dem Gewinn des Pokals schmücken. Da der Pokal bei den Männern international angenommen wurde, beschlossen die Veranstalter 2006 einen Extra-Wettbewerb für den Frauenfußball einzuführen. Dieser wurde Peace Queen Cup genannt und wurde von acht Nationalmannschaften aus fünf Kontinenten ausgetragen. Da beide Turniere in unterschiedlichen Jahren stattfanden, wurde eine Edition des Peace Cup jedes Jahr ausgetragen. Erster Sieger des Frauenturniers war die Frauennationalmannschaft der USA.

## Spielmodus
Bei den ersten Turnieren wurde der Pokal in zwei Gruppen mit je vier Teams ausgetragen. Die beiden Gruppensieger spielten das Finale untereinander aus. Für das Turnier 2009 wurde der Wettbewerb auf zwölf Teilnehmer aufgestockt, die auf vier Gruppen aufgeteilt wurden. Die Gruppensieger qualifizierten sich für das Halbfinale.

## Siegprämie
Der Turniergewinner erhielt fast zwei Millionen US-Dollar, der unterlegene Finalteilnehmer erhält 500.000 Dollar.

## Teilnehmende Mannschaften

### 2003
Gruppe A
- Beşiktaş Istanbul (Türkei)
- Seongnam Ilhwa Chunma (Südkorea)
- Kaizer Chiefs (Südafrika)
- Olympique Lyon (Frankreich)

Gruppe B
- TSV 1860 München (Deutschland)
- Nacional Montevideo (Uruguay)
- Los Angeles Galaxy (USA)
- PSV Eindhoven (Niederlande)

### 2005
Gruppe A
- Seongnam Ilhwa Chunma (Südkorea)
- Olympique Lyon (Frankreich)
- Once Caldas (Kolumbien)
- PSV Eindhoven (Niederlande)

Gruppe B
- Boca Juniors (Argentinien)
- Real Sociedad San Sebastián (Spanien)
- Mamelodi Sundowns (Südafrika)
- Tottenham Hotspur (England)

### 2007
Gruppe A
- Bolton Wanderers (England)
- Deportivo Guadalajara (Mexiko)
- Seongnam Ilhwa Chunma (Südkorea)
- Racing Santander (Spanien)

Gruppe B
- FC Reading (England)
- Olympique Lyon (Frankreich)
- River Plate (Argentinien)
- Shimizu S-Pulse (Japan)

### 2009
Gruppe A
- FC Sevilla (Spanien)
- Juventus Turin (Italien)
- Seongnam Ilhwa Chunma (Südkorea)

Gruppe B
- Real Madrid (Spanien)
- Ittihad FC (Saudi-Arabien)
- LDU Quito (Ecuador)

Gruppe C
- FC Málaga (Spanien)
- Aston Villa (England)
- CF Atlante (Mexiko)

Gruppe D
- Olympique Lyon (Frankreich)
- Beşiktaş Istanbul (Türkei)
- FC Porto (Portugal)

### 2012
- Hamburger SV (Deutschland)
- Seongnam Ilhwa Chunma (Südkorea)
- FC Groningen (Niederlande)
- AFC Sunderland (England)

## Endspiele
| Jahr | Finale            | Finale      | Finale                |
| Jahr | Sieger            | Ergebnis    | Zweiter               |
| ---- | ----------------- | ----------- | --------------------- |
| 2003 | PSV Eindhoven     | 1:0         | Olympique Lyon        |
| 2005 | Tottenham Hotspur | 3:1         | Olympique Lyon        |
| 2007 | Olympique Lyon    | 1:0         | Bolton Wanderers      |
| 2009 | Aston Villa       | 4:3 (n. E.) | Juventus Turin        |
| 2012 | Hamburger SV      | 1:0         | Seongnam Ilhwa Chunma |

## Titel
|   | Verein                | Sieger | Zweiter | Jahr Sieger | Jahr Zweiter |
| - | --------------------- | ------ | ------- | ----------- | ------------ |
| 1 | Olympique Lyon        | 1      | 2       | 2007        | 2003, 2005   |
| 2 | PSV Eindhoven         | 1      | 0       | 2003        |              |
|   | Tottenham Hotspur     | 1      | 0       | 2005        |              |
|   | Aston Villa           | 1      | 0       | 2009        |              |
|   | Hamburger SV          | 1      | 0       | 2012        |              |
| 6 | Bolton Wanderers      | 0      | 1       |             | 2007         |
|   | Juventus Turin        | 0      | 1       |             | 2009         |
|   | Seongnam Ilhwa Chunma | 0      | 1       |             | 2012         |